# بوکووتس (استان صوفیه)
بوکووتس (به بلغاری: Bukovets) یک منطقهٔ مسکونی در بلغارستان است که در استان صوفیه واقع شده‌است.